# Schönau en la Selva Negra
Schönau en la Selva Negra es una ciudad en el distrito de Lörrach en Baden-Wurtemberg, Alemania.

## Geografía
La ciudad está ubicada en el valle del Wiese superior. En las afueras están los barrios Schönenbuchen, Brand y Auf der Bruck.

## Administración
Schönau es miembro y sede de la asociación administrativa (mancomunidad) Schönau en la Selva Negra que fue fundada en 1971. Los otros miembros son Aitern, Böllen, Fröhnd, Schönenberg, Tunau, Utzenfeld, Wembach y Wieden.

## Enlaces
- Wikimedia Commons alberga una categoría multimedia sobre Schönau en la Selva Negra.
- Sitio web de Schönau
- Página de Schönau en el sitio web de la asociación administrativa